# Crotalaria tristis
Crotalaria tristis är en ärtväxtart som beskrevs av Roger Marcus Polhill. Crotalaria tristis ingår i släktet sunnhampor, och familjen ärtväxter. Inga underarter finns listade i Catalogue of Life.